# Humboldtströmmen

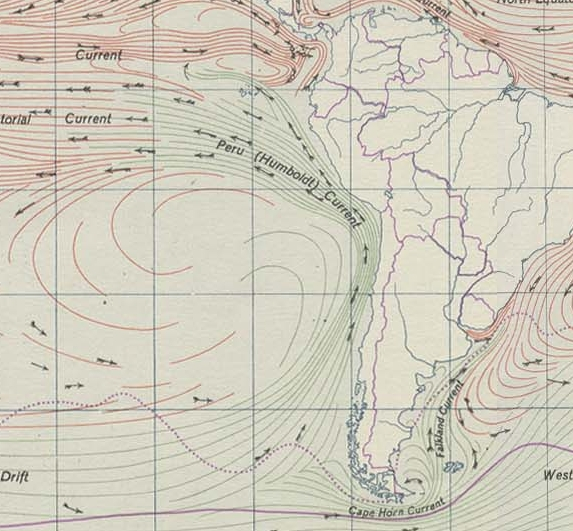
Humboltströmmen, på kartan kallad "Peru (Humbolt) Current".

Humboldtströmmen eller Peruströmmen är ett stort ekosystem i Stilla havet längs Sydamerikas västra kust. Den sträcker sig från Chiles södra ände till norra Peru och är bland de allra största av de strömmar som för upp näringsrikt vatten till havets yta och därmed ökar den organiska produktionen. 
Humboldtströmmen transporterar kallt vatten med låg salthalt från södra Stilla havet mot ekvatorn. Här producerar fotosyntesen mer än 300 gram kol i organiskt material per kvadratmeter och år. Det gör att detta område är det mest produktiva ekosystemet i världen. Strömmen ger därmed också ett stort bidrag till fiskerinäringen. Knappt en femtedel av världens fiskefångster har sitt upphov i Humboldtströmmen. Det rör sig om fiskarter som sardin och ansjovis.  
Humboldtströmmen är uppkallad efter den preussiske naturforskaren Alexander von Humboldt.